# Otilovići
Otilovići (en serbe cyrillique : Отиловићи) est un village du nord du Monténégro, dans la municipalité de Pljevlja.

## Démographie

### Évolution historique de la population
| 1948 | 1953 | 1961 | 1971 | 1981 | 1991 | 2003 |
| ---- | ---- | ---- | ---- | ---- | ---- | ---- |
| 514  | 533  | 523  | 466  | 428  | 305  | 233  |